# セックス・アンド・レリジョン
『セックス・アンド・レリジョン』（Sex & Religion）は、アメリカ合衆国のギタリスト、スティーヴ・ヴァイがヴァイ（Vai）名義で1993年に発表したスタジオ・アルバム。当時はまだ無名の新人だったデヴィン・タウンゼンドを専任ボーカリストとして起用した作品で、ヴァイ自身も「レスキュー・ミー・オア・ベアリー・ミー」でリード・ボーカルを担当しており、インストゥルメンタルは3曲のみとなっている。

## 背景
本作のために結成されたバンドは、当初は「Light Without Heat」と名付けられ、アルバムも同じタイトルになる予定だったが、最終的にはバンド名は「ヴァイ」に改名され、アルバム・タイトルも変更された。
収録曲「イン・マイ・ドリームス・ウィズ・ユー」は、バークリー音楽大学在学中にヴァイの友人だったロジャー・グリーナワルトとの共作で、更にデスモンド・チャイルドが作詞を手伝った。

## 収録曲
特記なき楽曲はスティーヴ・ヴァイ作。「ジャスト・カーティレイジ」は日本盤ボーナス・トラック。
1. アン・アース・ドゥウェラーズ・リターン - An Earth Dweller's Return - 1:03
2. ヒア&ナウ - Here & Now - 4:47
3. イン・マイ・ドリームス・ウィズ・ユー - In My Dreams With You (Steve Vai, Desmond Child, Roger Greenawalt) - 5:01
4. スティル・マイ・ブリーディング・ハート - Still My Bleeding Heart - 6:00
5. セックス&レリジョン - Sex & Religion - 4:24
6. ダーティ・ブラック・ホール - Dirty Black Hole - 4:27
7. タッチング・タングス - Touching Tongues - 5:33
8. ジャスト・カーティレイジ - Just Cartilage (S. Vai, Devin Townsend) - 4:22
9. ステイト・オブ・グレイス - State of Grace - 1:41
10. サヴァイヴ - Survive - 4:46
11. ピッグ - Pig (S. Vai, D. Townsend) - 3:36
12. ザ・ロード・トゥ・マウント・キャヴァリー - The Road to Mt. Calvary - 2:35
13. ダウン・ディープ・イントゥ・ザ・ペイン - Down Deep into the Pain - 8:01
14. レスキュー・ミー・オア・ベアリー・ミー - Rescue Me or Bury Me - 8:25

## 参加ミュージシャン
- スティーヴ・ヴァイ - リード・ボーカル(on "Rescue Me or Bury Me")、ギター、バッキング・ボーカル
- デヴィン・タウンゼンド - ボーカル
- T.M.スティーヴンス - ベース、バッキング・ボーカル
- テリー・ボジオ - ドラムス、パーカッション
- ジョン・"ガッシュ"・ソンブロット - バッキング・ボーカル
- アーメット・ザッパ - バッキング・ボーカル
- マーティン・シュワルツ - バッキング・ボーカル
- ジェローム - バッキング・ボーカル
- Liz Sroka - バッキング・ボーカル
- トレイシー・ターナー - バッキング・ボーカル
- ケイン・ロバーツ - バッキング・ボーカル